# Офрис оводоносная
О́фрис оводоносная (лат. Óphrys oestrifera) — вид многолетних травянистых растений рода Офрис семейства Орхидные (Orchidaceae).

## Ботаническое описание

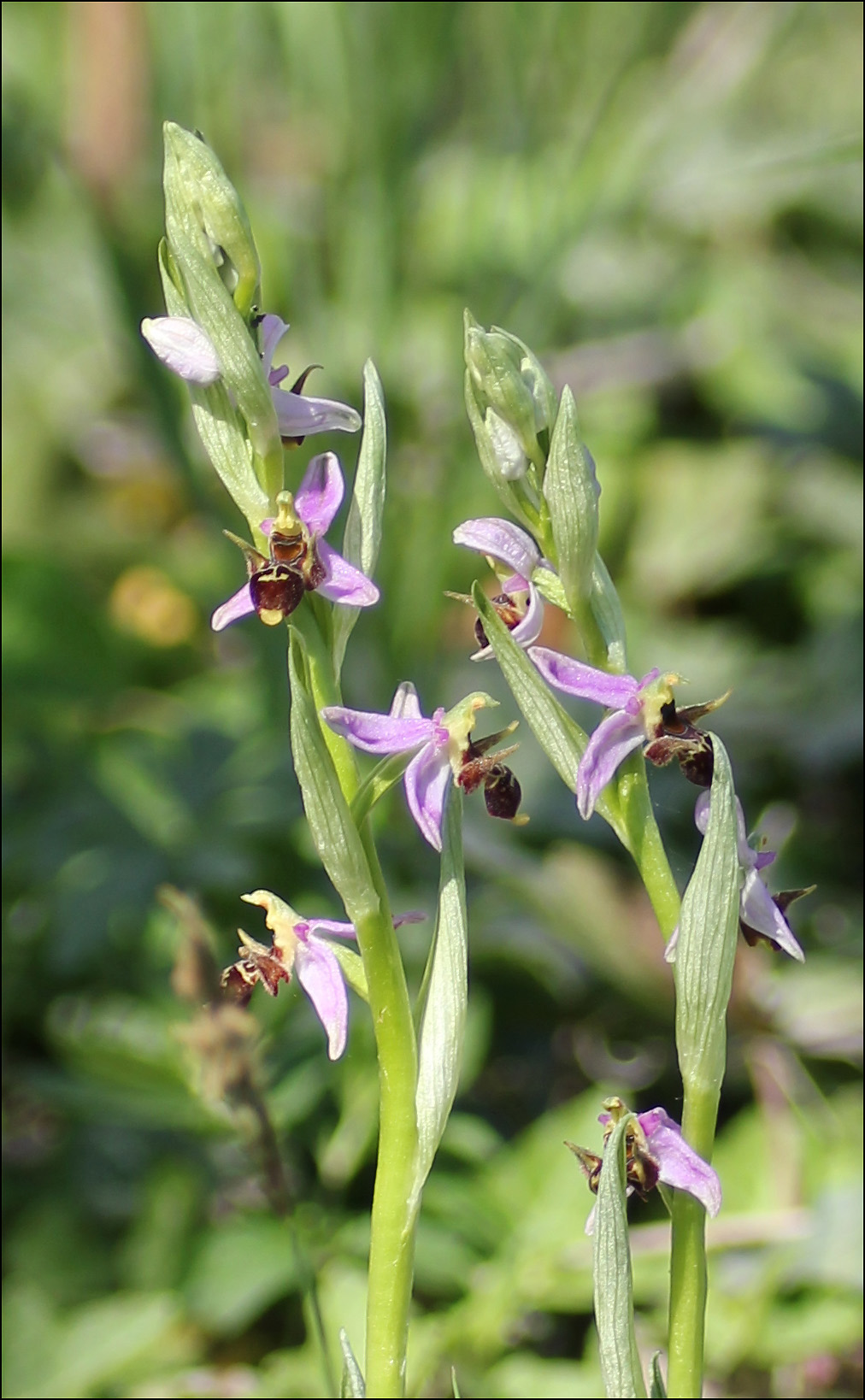
Соцветие, культивируемое растение в Дендропарке близ Суджукской лагуны близ Новороссийска, 3 мая 2012 г.

Многолетнее травянистое растение с шаровидными корневыми клубнями и стеблем до 40 см высоты. Стебель при основании с 2-5 продолговатыми, тупыми листьями.
Соцветие кистевидное, редкое с 3-8 (до 13) цветками. Листочки наружного круга околоцветника розовато-лиловые с тремя зелёными жилками, внутреннего круга бархатистые, розовато-лиловые, с рожками. Губа бархатистая, широкоовальная, трёхлопастная. Боковые лопасти её несут по одному густоволосистому коричневому рогу с зелёной верхушкой. Средняя лопасть округлая, с завороченным кверху придатком. На поверхности губы подковоидный синевато-коричневый знак, окружённый двойной жёлтой каймой. Цветёт в апреле-мае. Плоды созревают в июне. Размножаются только семенами. Декоративное.

## Распространение и места обитания
Распространён в Западной Европе, Средиземноморье, в Причерноморье. В России - на Черноморском побережье Кавказа, на Кавказе. Обитает в светлых можжевеловых широколиственных лесах лесах, кустарниках, на лугах до среднего горного пояса.
Численность их крайне мала, встречается очень редко, отдельными особями. Вид числится в Красной книге России в категории II (находится под угрозой исчезновения).

## Лимитирующие факторы и меры охраны
Сбор цветов, выкопка растений, нарушение местообитаний при курортном строительстве. Необходимо организовать микрозаказники во всех местонахождениях, контролировать состояние популяции, запретить сбор и выкопку растений, ввести в культуру.